# Kościół Matki Bożej Królowej Polski w Starym Polu
Kościół Matki Bożej Królowej Polski w Starym Polu – rzymskokatolicki kościół filialny należący do parafii św. Barbary w Krzyżanowie (dekanat Malbork I diecezji elbląskiej).
Jest to świątynia wzniesiona w 1879 roku jako kościół ewangelicki według projektu okręgowego inspektora budowlanego Passarge z Elbląga. Od 1945 roku należy do katolików. Budowla reprezentuje styl neogotycki, wzniesiona została z cegły i nakryta jest dachówką holenderką.
Bryła świątyni jest jednoprzestrzenna i charakteryzuje się absydą od strony wschodniej. Do wyposażenia kościoła należą ołtarz wykonany z 1711 roku, ambona i empora w stylu barokowym posiadające wystrój z czasów budowy świątyni.